# Полтавський піхотний полк
Полтавський 30-й піхотний полк — піхотний полк російської імператорської армії.

## Історія
- Засновано у Твері 20 серпня 1798-го року у складі двох батальйонів з артилерійським розрахунком, назву отримав згідно свого патрона — Г. М. Маркловського 1-го полк.
- Згідно загального наказу Олександра I від 29-31 березня 1801 року про «Перемены въ составе и наименовніяхъ войскъ» [1] — про перейменування формацій по місцю їх дислокації, отримав назву Полтавського полку.
- Згідно директиви від 30 квітня 1802 за котрою кожен мушкетерський полк мав склададися з трьох чотириротних батальйонів — одного гренадерського та двох мушкетних — до полку додано ще один батальйон.
- 4 травня 1806 унаслідок реформи РІА полк увійшов до складу 13-ї дивізії.
- З 17 січня 1811 року полк потрапив до 26-ї дивізії. Рекрутське депо формації, а з 16 березня й усієї дивізії, було розташовано в містечку Ромни Полтавської губернії.
- На початок франко-російської війни 1812 року 26-та дивізія очолювана Паскевичем потрапила до 7-го піхотного корпусу Раєвського 2-ї Західної армії Багратіона.
- Від 20 травня 1820 полк, разом з Чернігівським, потрапив до 1-ї бригади 9-ї дивізії.
- 12 вересня 1862-го Полтавський полк закріплений за новоутвореним Київським військовим округом.
- За наказом від 25 березня 1864 року про загальну нумерацію військових формувань РІА полк змінює назву на 30-й піхотний Полтавський полк та стає частиною 8-ї дивізії.
- З 1879-го року 8-у дивізію розміщено на території Варшавського військового округу. На той час склад полку значно становили українці[2].

| Командири полку                                |
| ---------------------------------------------- |
| * 12.01.1799 — 24.12.1801 — Ю. Ю. Ринкевич     |
| * 20.02.1802 — 25.03.1804 — М. В. Золотницький |
| * 25.03.1804 — 28.11.1807 — І. В. Золотницький |
| * 06.06.1808 — 31.08.1812 — І. Т. Коншин       |
| * 31.08.1812 — 05.02.1813 — М. Ф. Бобоедов     |
| * 01.07.1813 — 11.02.1816 — Давидов            |
| * 11.02.1816 — 28.09.1819 — П. С. Шеїн         |
| * 04.11.1819 — 27.12.1825 — В. К. Тізенгаузен  |
| * 1840 — Д. Г. Булгаров                        |
| * ?-1853—1856-? — С. С. Урусов                 |
| * 31.07.1867 — хх.хх.1876 — А. Й. Станкевич    |
| * 1876 — 188х — О. П. Кліменов                 |
| * 1884–1891 — П. Я. Агапеев                    |
| * 02.07.1891 — 05.04.1893 — І. П. Потоцький    |
| * 16.10.1906 — 09.08.1908 — М. Г. Горєлов      |
| * 13.09.1908 — 20.08.1913 — О. С. Мадрітов     |
| * 30.08.1913 — 11.02.1915 — М. І. Гаврилиця    |
| * 08.03.1915 — 05.01.1916 — В. Г. Болдирєв     |
| * 05.01.1916 — 04.04.1917 — К. І. Гейдеман     |
| * 04.04.1917 — 25.11.1917 — С. Каменєв         |